# Джеймс Холден
Джеймс Холден (James Holden) е DJ и продуцент.
Изпълнява сетове в стиловете House, Trance, Progressive house, Minimal, Electronica, Techno.
Реализирал е много тракове, издавани от лейбъли като: Lost Language, Perfecto Recordings, Positiva Recordings.
Има и свой собствен лейбъл – Border Community.